# Pócsa
Pócsa è un comune dell'Ungheria di 199 abitanti (dati 2008) situato nella contea di Baranya, regione del Transdanubio Meridionale.